# Taurien

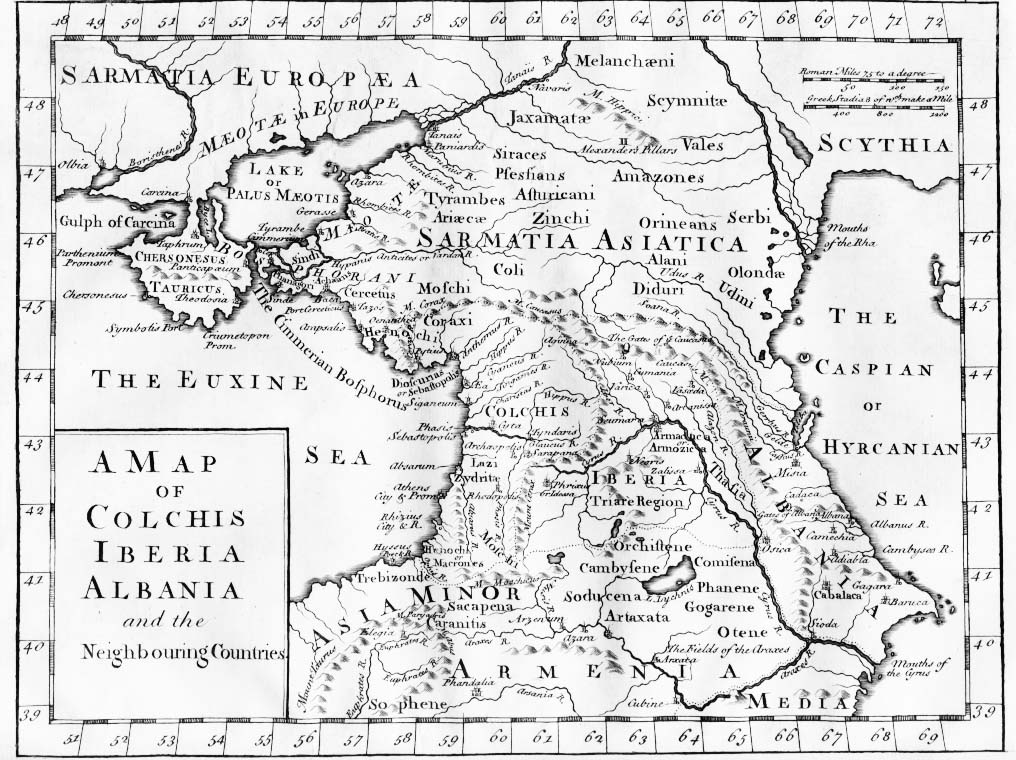
The "Chersonesus "Taurica" of Antiquity, London, ca 1770

Taurien, även känt som Cherson (på medeltiden) och Korsun (i slaviska skrifter), är ett historiskt namn på Krimhalvön. Den forntida grekiska staden och stadsstaten Chersonesos grundades på sydvästra delen av Krim, nära dagens Sevastopol 422-21 f.Kr. av Megarianer - grekiska kolonister från Heraclea Pontica, en stad på södra kusten av Svarta havet.
Tauriens fastlandsdel är en vågig stäpp av "svart jord" (Nogaiska stäppen), endast på några ställen bestående av salthaltig lera, såsom vid Sivasj-viken ("Ruttna sjön"), eller av sand, vid Dneprs nedre lopp. Den vattnas av Dnepr, som flyter längs med den nordvästra gränsen, och av två mindre floder, Molotjnaja och Berda. En mängd små sjöar och dammar förekommer i norr, särskilt i sandstäpperna vid Dnepr. Skog saknas, med undantag av planteringar i mennoniternas kolonier. Jordbruk och boskapsskötsel (mest fåravel) är traditionella huvudnäringar.

## Historik

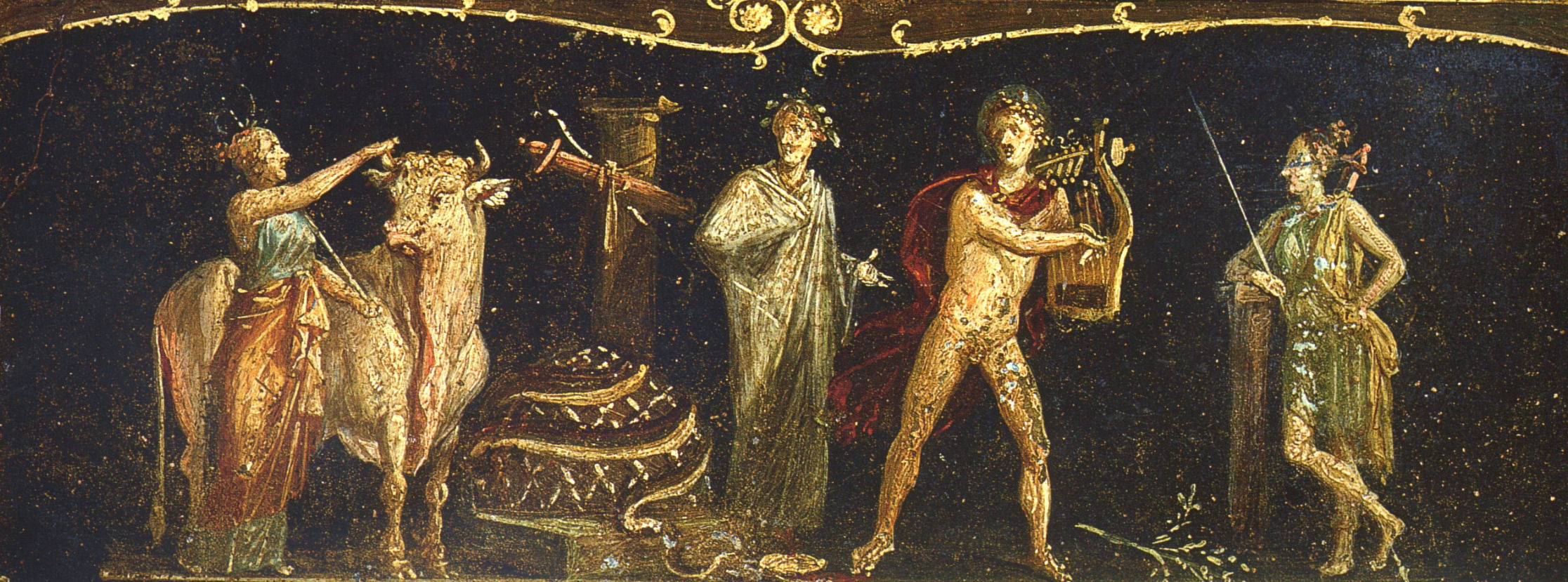
Iphigeneia i Taurida. Pompei

Namnet förekommet i Pompeji i sagan om Iphigeneia.
I forna tider var staden ett viktigt centrum för tillverkning och handel samt den politiska mitten av en stadsstat som omfattade den sydvästra kusten av Krim.
Staden blomstrade åren 400-200 f.Kr. Den hade ett demokratiskt statsskick och myntade sina egna pengar. Dess ekonomi baserades på vinodling, fiske, tillverkning och handel (spannmål, boskap, fisk) med andra grekiska städer, skyterna, och taurianer. På 100-talet f.Kr. erkändes Tauriens suveränitet av prins Mithradates VI i Bosporanska riket och senare av Rom.

## Utgrävningar
De återstående ruinerna och platsen för den forna staden har studerats och grävts ut många gånger, första gången år 1827 (K. Kostiushko-Valiuzhynych) och systematiskt från 1876 (genom R. Lener, K. Hrynevych, G. Belov, A. Yakobson, och andra).

## Guvernementet
Mellan 1802 och 1917 var området ett guvernement (Guvernementet Taurien), som tillhörde Kejsardömet Ryssland, som omfattade halvön Krim och en del av fastlandet, mellan nedre Dnepr samt Svarta havets och Azovska sjöns kuster, samt gränsade i norr till guvernementen Cherson och Jekaterinoslav. Taurien omfattade 63 450 km³, av vilka 25 140 km³ utgjorde Krim.